# Opuntia sulphurea
Espèce
Statut CITES

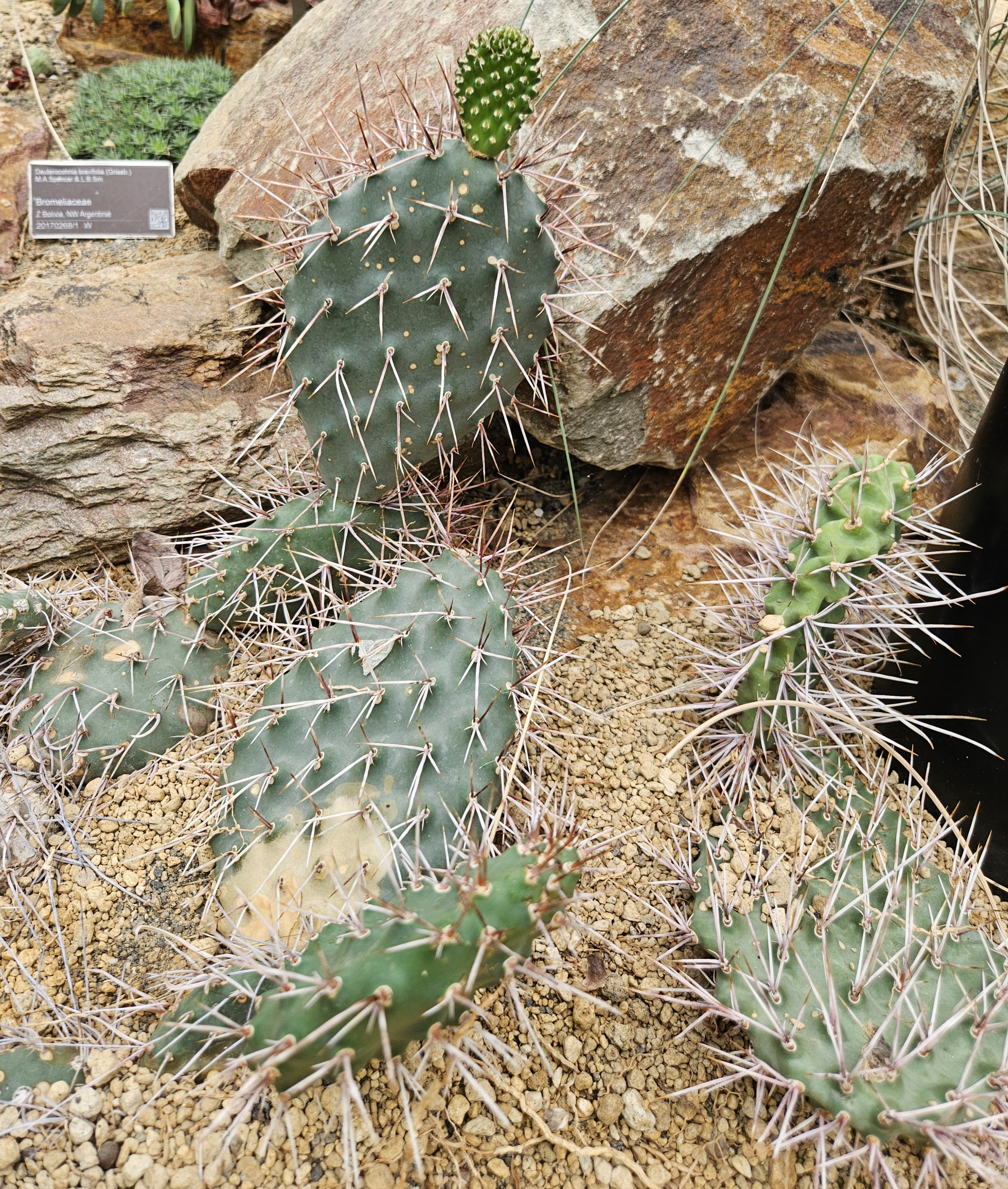
Opuntia sulphurea au jardin botanique d'Amsterdam.

Opuntia sulphurea est une espèce de plantes à fleurs de la famille des Cactaceae.
Opuntia sulphurea est une « figue de Barbarie ». Elle doit son nom à sa forme ronde, sa couleur verte et ses longues épines épaisses. Elle est la plus répandue des Opuntias en Argentine et dans ses environs, occupant principalement les zones arides de la région, depuis les plaines de l'ouest jusqu'aux altitudes beaucoup plus élevées du côté oriental de la cordillère des Andes. En raison de sa capacité à survivre dans un éventail aussi diversifié d'environnements, il existe plusieurs sous-espèces de  O. sulphurea qui sont identifiables en fonction du nombre d'épines par aréole. Un point commun entre les trois est une fleur jaune vif, souvent considérée comme la couleur du soufre, d'où le nom de l'espèce.Comme plusieurs autres espèces d'Opuntia, ces figues de Barbarie ont tendance à pousser en groupes, formant des touffes pouvant atteindre 1 à 2 m de diamètre, mais tandis que d'autres espèces du genre poussent également vers le haut, O. sulphurea a tendance à rester près du sol. En raison de sa tendance à pousser dans des zones sèches, arides et rocheuses, ce cactus a évolué pour être très résilient, ne souffrant même pas des effets de l'agriculture, c'est-à-dire du pâturage du bétail, sur les sous-populations de basse altitude.

## Description

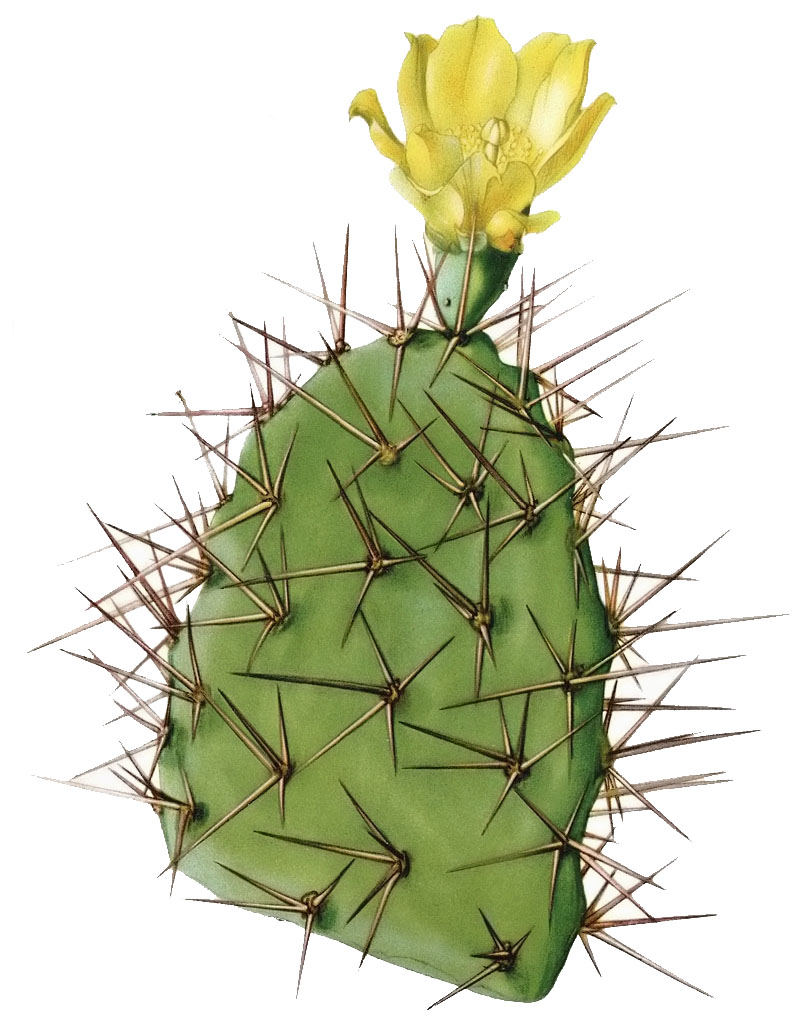

Opuntia sulphurea se distingue de nombreuses espèces de cactus, même au sein de son propre genre, par sa tendance à rester près du sol et à s'élargir plutôt qu'à s'élever, formant de grands groupes de touffes ne dépassant pas 40 cm du sol. Il est composé de nombreux « pattes elliptiques à ovoïdes mesurant 15 à 20 cm de long et 10 à 13 cm de large », chacune étant un organisme singulier, regroupé en un groupe compact. Les aréoles de l'arbuste présentent un aspect ondulé, dû à la nature tuberculée des articulations de la plante, et mesurent en moyenne 4 × 3 mm. La plupart des aréoles contiennent des épines, dont la couleur peut varier du rose, si l'épine est jeune, au gris, voire au foncé, à mesure que l'aréole et l'épine mûrissent. Ces épines sont épaisses, rigides et en forme d'aiguille. Elles peuvent atteindre 3 à 10 cm de long et se tordent souvent à maturité.,. Opuntia sulphurea forme également une fleur jaune vif qui atteint généralement environ 4 cm de longueur et est décrite comme ayant des tépales extérieurs, intermédiaires et intérieurs ainsi que des fruits qui varient entre une couleur jaunâtre et rougeâtre.

## Répartition

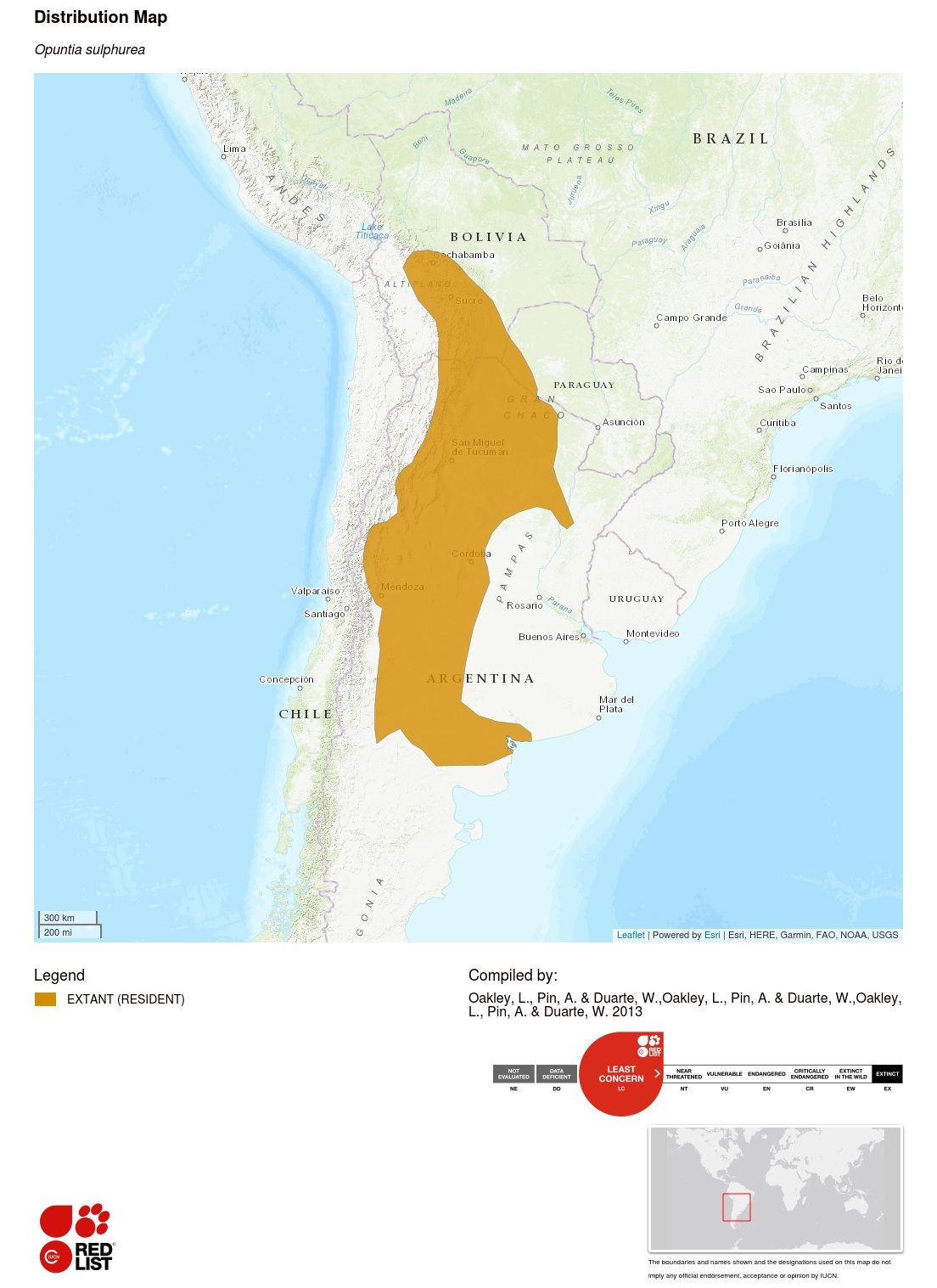
Aire de répartition de Opuntia sulphurea.

On le trouve principalement dans la région nord-ouest de l'Argentine, et on pense qu'il en est originaire, de la province de Mendoza jusqu'à Juy Juy au nord et de la province de Buenos Aires à l'ouest. On peut également observer Opuntia sulphurea dans certaines parties du Paraguay et de la Bolivie, du Chili, de l'ouest du Brésil ainsi qu'une population spécifique qui est notamment naturalisée « dans des zones localisées du sud du Queensland (Australie) ». Cette espèce peut habiter des endroits situés à des altitudes très variées, depuis les zones situées au niveau de la mer jusqu'à des hauteurs de 3 500 m. Dans un article de Kiesling et Ferrari sur les espèces de cactus d'Argentine, ils décrivent des variations de couleur du fruit de l'Opuntia sulphurea en fonction de leur localisation géographique au sein de son aire de répartition. Ils font référence à trois variétés : la variante « sulphurea », qui porte le fruit jaune caractéristique, présente dans l'aire de répartition de la province de Mendoza à celle de Catamarca ; la variante « hildemannii », qui pousse près de la frontière sud de la Bolivie et produit un fruit rouge ; et la variante « pampeana », nommée d'après la région de la Pampa, au centre de l'Argentine. Ces variantes n’ont cependant pas été répertoriées comme sous-espèces officielles.

## Habitat et écologie
Cette espèce particulière de figuier de Barbarie prospère dans des environnements variés, mais privilégie les régions arides et fraîches, poussant généralement sur des sols rocailleux à flanc de colline, au niveau de la mer et au-dessus. Elle peut également prospérer sur des sols argileux. De plus, Opuntia sulphurea  préfère les sols riches en azote et, par conséquent, a tendance à pousser efficacement dans les zones soumises au surpâturage. En fait, selon une étude réalisée à Mendoza, en Argentine, la présence de ce cactus peut indiquer qu'un surpâturage a eu lieu car dans cette étude, menée par Eduardo Méndez, « la population de O. sulphurea est passée de 1,3 plantes/100 m2 dans la zone légèrement pâturée à 15,9 plantes/100 m2 dans la zone surpâturée ». Méndez a émis l'hypothèse que la forme typique de propagation agamique, un type de reproduction asexuée, réalisée par O. sulphurea via leur cladode, la tige elliptique de la plante, était en fait facilitée par le pâturage du bétail dans la région en raison de la préférence de l'espèce pour les zones eutrophiques. Étant donné sa capacité à survivre dans une multitude d'environnements et à prospérer dans des zones où d'autres plantes pourraient avoir des difficultés, O. sulphurea n'est pas en danger d'extinction et, selon la Liste rouge de l'UICN, sa population est dans la catégorie de préoccupation mineure, elle peut agir comme une espèce envahissante.

## Opuntia sulphureaet l'Homme
Cette espèce de cactus n'a actuellement aucune utilisation courante. Cependant, grâce à sa capacité à stocker l'eau, à sa teneur élevée en protéines et à ses importantes réserves d'acides gras, provenant de l'importante teneur en acide linolénique de ses cladodes, elle pourrait être utilisée comme source alimentaire à l'avenir. Si son utilisation se généralise, elle aura probablement un impact économique significatif grâce à sa résilience et à sa grande diffusion.

## Liste des variétés
Selon GBIF (20 août 2025) :
- Opuntia sulphurea var. hildemannii (Fric) Backeb.
- Opuntia sulphurea var. pampeana (Speg.) Backeb.
- Opuntia sulphurea var. sulphurea

## Dénominations
En espagnol cette plante est appelée, entre autres, Penca, Penquilla, Penca chica. Penca faisant référence à la « nervure principale » d'une plante.

## Systématique
Le nom correct complet (avec auteur) de ce taxon est Opuntia sulphurea G.Don ex Loudon.
Opuntia sulphurea a pour synonymes :
- Cactus sericeus Gillies
- Cactus sericeus Gillies ex G.Don
- Cactus sericeus Gillies ex Loudon
- Cactus sulphureus Gillies
- Cactus sulphureus Gillies ex G.Don
- Cactus sulphureus Gillies ex Loudon
- Opuntia albisetosa Hildm.
- Opuntia albisetosa Hildm. ex Hirscht
- Opuntia brachyacantha (F.Ritter) R.Crook & Mottram
- Opuntia coerulea Gillies
- Opuntia coerulea Gillies ex Pfeiff.
- Opuntia maelenii Salm-Dyck
- Opuntia sericea var. longispina Salm-Dyck
- Opuntia sericea var. maelenii Salm-Dyck
- Opuntia sericea G.Don
- Opuntia sericea G.Don ex Salm-Dyck
- Opuntia sulphurea subsp. brachyacantha (F.Ritter) P.J.Braun & Esteves
- Opuntia sulphurea subsp. spinibarbis (F.Ritter) P.J.Braun & Esteves
- Opuntia sulphurea subsp. sulphurea
- Opuntia sulphurea subsp. vulpina (F.A.C.Weber) Guiggi
- Opuntia sulphurea var. laevior Salm-Dyck
- Opuntia sulphurea var. major Monv.
- Opuntia sulphurea var. major Monv. ex Lem.
- Opuntia sulphurea var. pallidior Monv.
- Opuntia sulphurea var. pallidior Monv. ex Lem.
- Opuntia sulphurea G.Don ex Salm-Dyck
- Platyopuntia brachyacantha F.Ritter
- Platyopuntia spinibarbis var. grandiflora F.Ritter
- Platyopuntia spinibarbis F.Ritter
- Platyopuntia sulphurea (G.Don ex Salm-Dyck) F.Ritter